# إيمت كولن
إيمت كولن هو شخصية وهمية من الشفق ساغا. ابتكرتها المؤلفة ستيفاني ماير في سلسلة روايات الشفق، وهي (الشفق، قمر جديد، خسوف، بزوغ الفجر1، بزوغ الفجر2  وشمس منتصف الليل) ويؤدي دوره في أفلام الشفق الممثل كيلن لوتز. تُبنى بواسطة كارلايل كولن وإزمي كولن وهو أيضاً زوج روزلي هيل.